# Tony Vairelles
Tony-Mickaël Patrice Yves Vairelles (Nancy, 10 de abril de 1973), ou apenas Tony Vairelles, é um ex-futebolista francês que atuava como atacante.

## Carreira
Depois de ter passado pelas categorias de base do Nancy entre 1981 e 1991, Vairelles profissionalizou-se na equipe do norte francês aos 18 anos. Pelo ASNL, disputou 127 partidas e marcou 39 gols. Em 1995, assinou com o Lens, atuando em 123 jogos e marcando 31 gols, sendo contratado pelo Lyon um ano depois de ter conquistado seus primeiros títulos na carreira, a Ligue 1 de 1997–98 e a Copa da Liga Francesa de 1999.
Nos Gones, Vairelles jogou regularmente até 2001, quando foi preterido em favor do brasileiro Sonny Anderson e sendo posteriormente emprestado para Bordeaux, SC Bastia e Lens. Dispensado do Lyon em 2003, ele passou por Rennes, SC Bastia (segunda passagem), Lierse (Bélgica), Tours e CA Bastia, também sem muito destaque.
Em 2008–09, aventurou-se no futebol luxemburguês, representando o Dudelange, clube tradicional do grão-ducado. Foram 21 partidas e 13 gols marcados e os títulos do Campeonato Luxemburguês e da Copa de Luxemburgo. Regressou novamente à França em 2009, quando foi contratado pelo Gueugnon.
Nos Forgerons, Vairelles reergueu sua carreira, em declínio após ter deixado o Lyon em 2001. Até 2011, ele havia marcado 17 gols em 60 jogos - em alguns deles, chegou a ser capitão do time. Em 2011, acumulava funções de jogador e sócio do Gueugnon até a falência da agremiação, culminando com sua aposentadoria como jogador profissional de futebol.

### Acusação de homicídio
Em outubro de 2011, Vairelles foi acusado de tentativa de homicídio em um tiroteio ocorrido na saída de uma boate de Nancy (cidade natal do jogador). Ele, que estava no local do crime, foi detido junto com seus irmãos (Diego, David e Giovan, também jogadores de futebol)
Segundo a Polícia, Vairelles e os irmãos haviam brigado com os seguranças da boate, que foram agredidos com tacos de beisebol; as vítimas do ataque responderam lançando bombas de gás lacrimogênio. Ainda de acordo com a Polícia, um integrante do grupo do jogador fora buscar uma espingarda e atirou contra os seguranças, atingindo três pessoas: uma na perna, outra na mão e outra nas costas, sem gravidade.
Guy Vairelles, pai de Tony, desmentiu a versão da imprensa; Ludovic Vairelles, primo do atacante e também jogador de futebol, acrescentou incredulidade diante da acusação, pois, segundo ele, "jamais viu Tony beber uma gota de álcool".
Depois de cinco meses preso, Tony Vairelles foi posto em liberdade; segundo ele, "fora injustiçado", mas que se sentia com sorte de a Justiça francesa ter "aberto os olhos". No entanto, continuava sendo processado por tentativa de assassinato"

## Reerguimento da carreira no futebol amador
Já colocado em liberdade, Vairelles teve que recomeçar sua carreira em divisões amadores da França, escolhendo o St. Max Essey, equipe da Liga de Futebol de Lorraine, uma das divisões regionais do futebol francês, que equivale à Sexta Divisão. No novo clube, atuou com seus irmãos Diego, Giovan e David, e seu primo Ludovic. Encerrou definitivamente a carreira de jogador em 2013, aos 40 anos.

## Seleção Francesa
Vairelles foi convocado 8 vezes para a Seleção Francesa, entre 1998 e 2000, marcando um gol, contra a Croácia, sendo o primeiro jogador de origem cigana (por parte de avô) a vestir a camisa dos Bleus.
Estreou em agosto de 1998 (um mês após a conquista da Copa do Mundo), contra a Áustria, fazendo sua derradeira partida em abril de 2000, no jogo entre França e Eslovênia (dois meses antes da Eurocopa, vencida também pela França).
A única participação de Tony em um torneio de seleções com a camisa dos Bleus foi nas Olimpíadas de 1996, realizadas em Atlanta. A França, que ficara no Grupo B (junto com Arábia Saudita, Austrália e Espanha), cairia nas quartas-de-final após perder para Portugal por 2 a 1.

## Títulos
Lens
- Ligue 1: 1997–98
- Copa da Liga Francesa: 1999

Lyon
- Ligue 1: 2002–03
- Supercopa da França: 2002

Dudelange
- Campeonato Luxemburguês: 2008–09
- Copa de Luxemburgo: 2008–09